# Ruta montana
Ruta montana é uma espécie de planta com flor pertencente à família Rutaceae. 
A autoridade científica da espécie é (L.) L., tendo sido publicada em Amoen. Acad. 3: 52 (1756).
Os seus nomes comuns são arruda, arrudão ou rudão.

## Portugal
Trata-se de uma espécie presente no território português, nomeadamente em Portugal Continental.
Em termos de naturalidade é nativa da região atrás indicada.

## Protecção
Não se encontra protegida por legislação portuguesa ou da Comunidade Europeia.